# Illugi Ásláksson
Illugi hinn rammi Ásláksson (apodado el Poderoso, n. 955) fue un vikingo y bóndi de Lángadal, Austur-Barðastrandarsýsla en Islandia. Hijo de 
Arnleif Þórðardóttir (n. 930, una hija de Þórðr Óleifsson), y de Áslákur Þorbergsson (n. 930, hijo del colono noruego Þorbergur (n. 885) de Jafirdi). Es un personaje de la saga Eyrbyggja.

## Herencia
Se casó con Guðleif Ketilsdóttir (n. 960) y según Landnámabók, de esa relación tuvieron nueve hijos:
- Jódís Illugadóttir (n. 989), que casaría con Már Illugason (n.984);
- Arnleif Illugadóttir (n. 990), que casaría con Kollur Þórðarson (n. 985);
- Friðgerður Illugadóttir (n. 992), que casaría con Oddur Draflason (n.990);
- Herþrúður Illugadóttir (n. 994), que casaría con Þorgrímur Vermundsson (n. 994), hijo de Vemundur Þorgrímsson;
- Gellir Illugason (n. 996);
- Kollur Illugason (n. 998);
- Guðríður Illugadóttir (n. 1000), que casaría con Bergþór Þormóðsson (n. 1014);
- Indriði Illugason (n. 1001);
- Eyjólfur Illugason (n. 1002).